# Cryosophila stauracantha
Cryosophila stauracantha är en enhjärtbladig växtart som först beskrevs av Gustav Heynhold, och fick sitt nu gällande namn av R.J.Evans. Cryosophila stauracantha ingår i släktet Cryosophila och familjen Arecaceae. Inga underarter finns listade i Catalogue of Life.